# Rumunská fotbalová reprezentace
Rumunská fotbalová reprezentace reprezentuje Rumunsko na mezinárodních fotbalových akcích, jako je mistrovství světa nebo mistrovství Evropy.

## Mistrovství světa
Seznam zápasů rumunské fotbalové reprezentace na MS
| Rok    | Účast                                           | Soupisky |
| ------ | ----------------------------------------------- | -------- |
| 1930   | základní skupina                                | Soupiska |
| 1934   | 1. kolo                                         | Soupiska |
| 1938   | 1. kolo                                         | Soupiska |
| 1950   | Ne                                              | –        |
| 1954   | Nepostoupili z kvalifikace                      | –        |
| 1958   | Nepostoupili z kvalifikace                      | –        |
| 1962   | Odhlášení                                       | –        |
| 1966   | Nepostoupili z kvalifikace                      | –        |
| 1970   | základní skupina                                | Soupiska |
| 1974   | Nepostoupili z kvalifikace                      | –        |
| 1978   | Nepostoupili z kvalifikace                      | –        |
| 1982   | Nepostoupili z kvalifikace                      | –        |
| 1986   | Nepostoupili z kvalifikace                      | –        |
| 1990   | osmifinále                                      | Soupiska |
| 1994   | čtvrtfinále                                     | Soupiska |
| 1998   | osmifinále                                      | Soupiska |
| 2002   | Nepostoupili z kvalifikace                      | –        |
| 2006   | Nepostoupili z kvalifikace                      | –        |
| 2010   | Nepostoupili z kvalifikace                      | –        |
| 2014   | Nepostoupili z kvalifikace                      | –        |
| 2018   | Nepostoupili z kvalifikace                      | –        |
| 2022   | Nepostoupili z kvalifikace                      | –        |
| Celkem | účast – 7× zlato – 0×, stříbro – 0×, bronz – 0× |          |

## Mistrovství Evropy
Seznam zápasů rumunské fotbalové reprezentace na Mistrovství Evropy
| Rok    | Účast                                           | Soupisky |
| ------ | ----------------------------------------------- | -------- |
| 1960   | Nepostoupili z kvalifikace                      | –        |
| 1964   | Nepostoupili z kvalifikace                      | –        |
| 1968   | Nepostoupili z kvalifikace                      | –        |
| 1972   | Nepostoupili z kvalifikace                      | –        |
| 1976   | Nepostoupili z kvalifikace                      | –        |
| 1980   | Nepostoupili z kvalifikace                      | –        |
| 1984   | základní skupina                                | Soupiska |
| 1988   | Nepostoupili z kvalifikace                      | –        |
| 1992   | Nepostoupili z kvalifikace                      | –        |
| 1996   | základní skupina                                | Soupiska |
| 2000   | čtvrtfinále                                     | Soupiska |
| 2004   | Nepostoupili z kvalifikace                      | –        |
| 2008   | základní skupina                                | Soupiska |
| 2012   | Nepostoupili z kvalifikace                      | –        |
| 2016   | základní skupina                                | Soupiska |
| 2020   | Nepostoupili z kvalifikace                      | –        |
| 2024   | Vyřazení v osmifinále Nizozemskem               | Soupiska |
| Celkem | účast – 6× zlato – 0×, stříbro – 0×, bronz – 0× |          |

## Olympijské hry
- Zlato – 0
- Stříbro – 0
- Bronz – 0